# Hemicordulia continentalis
Hemicordulia continentalis là loài chuồn chuồn trong họ Corduliidae. Loài này được Martin mô tả khoa học đầu tiên năm 1906.